# And I’ll Scratch Yours
And I’ll Scratch Yours (ursprünglich angekündigt als I’ll Scratch Yours) ist ein von dem englischen Singer-Songwriter und Rock-Musiker Peter Gabriel entwickeltes Kompilations-Album. Ursprünglich war die Veröffentlichung im Jahr 2010 geplant, jedoch wurde das Album erst am 24. September 2013 von Real World Records veröffentlicht. Es ist das zweite von zwei Alben des Gesamt-Projekts Scratch My Back – I’ll Scratch Yours.

## Hintergrund
Die Idee hinter dem vorausgehenden Album Scratch My Back war, dass die Originalinterpreten der von Peter Gabriel ausgewählten Stücke im Gegenzug Lieder von Gabriel in einer eigenen Interpretation einspielen sollten. Dieses Material sollte auf einem eigenen Album veröffentlicht werden, für das ursprünglich der Titel I’ll Scratch Yours vorgesehen war. Das Gesamttitel des Projekts Scratch My Back – I’ll Scratch Yours (engl.:„kratz du meinen Rücken, dann kratz ich deinen“ bzw. „Eine Hand wäscht die andere“) betont die Gegenseitigkeit der Neuaufnahmen. Die Idee war, den Künstlern, deren Lieder Gabriel auf Scratch My Back gecovert hatte, ein Medium zu geben, um sich zu revanchieren – auf And I’ll Scratch Yours sollten diese Künstler dann Gabriels Songs covern. Drei Künstler (David Bowie, Neil Young und Radiohead) lehnten es jedoch ab, Coverversionen von Gabriels Liedern aufzunehmen. Stattdessen steuerten drei neue Künstler (Brian Eno, Joseph Arthur und Feist) Coverversionen von Gabriels Liedern zu diesem Album bei.

## Entstehung
And I’ll Scratch Yours war ursprünglich für 2010 angekündigt und sollte in diesem Jahr erscheinen, aber mehrere Künstler lieferten nicht wie versprochen ihren Beitrag oder lehnten die Teilnahme an dem Projekt ganz ab. Das Album wurde daraufhin verschoben, obwohl sechs Titel daraus zwischen Januar und Juni 2010 auf ITunes veröffentlicht wurden und zwei von diesen auch auf Vinyl als B-Seiten erschienen sind. Im Oktober 2011 erklärte dann Gabriel, dass er es „aufgegeben“ habe, auf die verbleibenden Künstler zu warten, um an dem Projekt mitzuwirken, und dass er andere Künstler damit beauftragen wolle, Coverversionen seiner Lieder aufzunehmen, damit er And I’ll Scratch Yours irgendwann „nächstes Jahr“ (d. h. 2012) veröffentlichen könne. Schließlich wurden Feist und Joseph Arthur rekrutiert, um für einige der fehlenden Künstler zu covern, und das Album wurde im Juli 2013 für den 23. September 2013 angekündigt.

### 2010 veröffentlichte Titel
Zwölf Künstler wurden von Gabriel auf dem Album Scratch My Back gecovert; 13, wenn man die Coverversion von The Kinks Waterloo Sunset (geschrieben von Ray Davies) auf der Bonus-Disc der Special Edition in limitierter Auflage mit vier Bonustracks mitzählt. Ursprünglich hatten jedoch nur sechs Künstler Coverversionen von Peter-Gabriel-Liedern für das Album I’ll Scratch Yours eingereicht. Gabriel hatte ursprünglich vor, Scratch My Back und I’ll Scratch Yours gleichzeitig zu veröffentlichen, aber da sich die Fertigstellung von I’ll Scratch Yours in die Länge zog, wurde stattdessen beschlossen, eine Serie von doppelseitigen Singles mit einem Lied aus jedem Album zu jedem Vollmond im Jahr 2010 auf iTunes zu veröffentlichen.
In der Reihenfolge der Veröffentlichung sind 2010 folgende I’ll Scratch Yours-Titel erschienen:
- Not One of Us – Stephin Merritt (30. Januar 2010)
- Biko – Paul Simon (28. Februar 2010)
- Come Talk to Me – Bon Iver (30. März 2010)
- Solsbury Hill – Lou Reed (28. April 2010)
- Mercy Street – Elbow (27. Mai 2010)
- I Don’t Remember – David Byrne (26. Juni 2010)

Am Record Store Day am 17. April 2010 wurden The Book of Love (gesungen von Peter Gabriel) zusammen mit Not One of Us (gesungen von Stephin Merritt) sowie Flume (gesungen von Peter Gabriel) zusammen mit Come Talk to Me (gesungen von Bon Iver) auf 7"-Single in unabhängigen Plattenläden veröffentlicht.

### Weitere Entwicklung
Von den sieben verbleibenden Künstlern, die auf Scratch My Back gecovert wurden, lehnten Radiohead, David Bowie, Neil Young und Ray Davies es ab, an dem Projekt I’ll Scratch Yours teilzunehmen. In einem Peter-Gabriel-Podcast vom Januar 2010 wurde berichtet, dass Radiohead Wallflower von Peter Gabriels viertem Album mit dem Namen Peter Gabriel covern würden. Gabriel berichtete jedoch später in einem Interview im Guardian, dass Radiohead sich aus dem Projekt zurückgezogen hätten, nachdem sie seine Version ihres Songs Street Spirit (Fade Out) gehört hatten.
Regina Spektor, Randy Newman und Arcade Fire haben schließlich doch Material für das Projekt eingereicht, wenn auch später als erwartet. Brian Eno, der Heroes gemeinsam mit David Bowie geschrieben hat, coverte Mother of Violence. In einem Interview, das im Oktober 2011 im Rolling Stone veröffentlicht wurde, sagte Gabriel: „Ich habe es irgendwie aufgegeben, auf die anderen zu warten ... Jetzt denke ich, dass ich versuchen werde, drei oder vier andere Leute zu finden, die meine Sachen covern, damit ich daraus ein Album machen kann, das ich dann nächstes Jahr in irgendeiner Form herausbringe.“

## Titelliste
Alle Lieder wurden von Peter Gabriel geschrieben, außer Mother of Violence von  Peter Gabriel und Jill Gabriel.
1. I Don’t Remember (gesungen von: David Byrne von der Band Talking Heads) – 3:38
2. Come Talk to Me (gesungen von: Bon Iver) – 6:20
3. Blood of Eden (gesungen von: Regina Spektor) – 4:39
4. Not One of Us (gesungen von: Stephin Merritt von der Band The Magnetic Fields) – 3:49
5. Shock the Monkey (gesungen von: Joseph Arthur) – 5:49
6. Big Time (gesungen von: Randy Newman) – 3:29
7. Games Without Frontiers (gesungen von: Arcade Fire) – 3:22
8. Mercy Street (gesungen von: Elbow) – 5:28
9. Mother of Violence (gesungen von: Brian Eno) – 3:00
10. Don’t Give Up (gesungen von: Feist feat. Timber Timbre) – 5:28
11. Solsbury Hill (gesungen von: Lou Reed) – 5:24
12. Biko (gesungen von: Paul Simon) – 4:19

Gesamtspielzeit: 54:50

## Mitwirkende

### Musikproduktion
1. I Don’t Remember
  - David Byrne – Gesang, Instrumente
  - Patrick Dillett – Mixing
2. Come Talk to Me
  - Sean Carey – Schlagzeug
  - Rick Lockwood – Gesang
  - Kimberly Lockwood – Gesang
  - Justin Vernon – alle anderen Instrumente
3. Blood of Eden
  - Jack Dishel – Musikproduktion, Arrangement, Instrumente, Gesang
  - Joe Mendelson – Musikproduktion, Arrangement, Instrumente, Mixing
  - Regina Spektor – Musikproduktion, Arrangement, Instrumente, Gesang
4. Not One of Us
  - Stephin Merritt – Musikproduktion, Tonaufnahme, Mixing, Gesang
  - Charles Newman – Musikproduktion, Tonaufnahme, Mixing
5. Shock the Monkey
  - Joseph Arthur – Moog-E-Gitarre, Bassgitarre, Gesang
6. Big Time
  - Bruno Coon – Musikproduktion, Mixing
  - Randy Newman – Gesang
7. Games Without Frontiers
  - Arcade Fire – Musikproduktion
  - Tom Elmhirst – Mixing
  - Mark Lawson – Tonaufnahme
  - Korey Richey – Tonaufnahme
8. Mercy Street
  - Elbow – Musikproduktion
  - Craig Potter – Mixing
9. Don’t Give Up
  - Leslie Feist – Gesang, E-Gitarre, Synthesizer, Pedale, Musikproduktion
  - Taylor Kirk – Gesang, E-Gitarre
  - Robbie Lackritz – Tonaufnahme, Toningenieur
  - Renaud Letang – Mixing
  - Mocky – Orgel, Synthesizer, Musikproduktion
  - Morri$ – Musikproduktion
  - Mika Posen – Geige
  - Paul Taylor – Perkussion
10. Solsbury Hill
  - Sarth Calhoun – zusätzliche Programmierung
  - Eric Kramer – Toningenieur
  - Mike Rathke – zusätzliche E-Gitarre
  - Lou Reed – Musikproduktion, Mixing, Gesang
11. Biko
  - Paul Simon – Gesang
  - Mark Stewart – Cello

### Technische Unterstützung
- Sophie Beck – Artwork-Koordination
- Marc Bessant – Grafikdesign, Cover
- Dickie Chappell – Zusammenstellung und Montage
- Tony Cousins – Mastering
- Jack Dishel – Fotografie (Regina Spektor)
- Ben Feist – Fotografie (Feist)
- Anna Gabriel – Fotografie der Künstler (außer Lou Reed, Stephin Merritt, Arcade Fire, Feist und Regina Spektor)
- Peter Gabriel – Text im CD-Booklet (Liner Notes)
- Steve Gschmeissner – Cover, Cover-Rückseite
- Alex Hammond – Fotografie (Stephin Merritt)
- David Hiscock – Illustration (Peter Gabriels Blutfleck)
- Oli Jacobs – Assistent für Zusammenstellung und Montage
- Amanda Jones – Koordination der Künstler
- Mike Large – Projektmanagement
- Lou Reed – Fotografie (Lou Reed)
- Korey Richey – Fotografie (Arcade Fire)
- Nige Tassell – Text im CD-Booklet (Liner Notes)
- Michael Thomas – Projektmanagement